# Fundusz zdefiniowanej daty
Fundusz zdefiniowanej daty (tzw. FZD) – rodzaj funduszu inwestycyjnego, w ramach którego inwestowane są środki zgromadzone w Pracowniczych Planach Kapitałowych (PPK). Koncepcja FZD zakłada inwestowanie środków zgodnie ze ścieżką alokacji, która zmienia się wraz z wiekiem inwestora. Na początku w portfelu funduszu dominują aktywa o relatywnie dużym poziomie ryzyka (np. akcje), a wraz ze zbliżaniem się do daty docelowej ich udział spada na rzecz mniej ryzykownych aktywów (np. obligacji skarbowych).
| wiek uczestnika                        | część udziałowa (np. akcje) | część dłużna (np. obligacje) |
| -------------------------------------- | --------------------------- | ---------------------------- |
| od utworzenia funduszu do wieku 40 lat | 60% – 80%                   | 20% – 40%                    |
| od wieku 40 lat do wieku 50 lat        | 40% – 70%                   | 30% – 60%                    |
| od wieku 50 lat do wieku 55 lat        | 25% – 50%                   | 50% – 75%                    |
| od wieku 55 lat do wieku 60 lat        | 10% – 30%                   | 70% – 90%                    |
| od wieku 60 lat                        | 0%– 15%                     | 85% – 100%                   |